# Miriamrothschildia aldabrensis
Miriamrothschildia aldabrensis är en kackerlacksart som först beskrevs av Bolivar 1924.  Miriamrothschildia aldabrensis ingår i släktet Miriamrothschildia och familjen småkackerlackor. IUCN kategoriserar arten globalt som starkt hotad. Inga underarter finns listade i Catalogue of Life.